# Charrua (revista)
Charrua foi uma revista literária moçambicana, fundada em 1984.
Publicada por iniciativa da Associação dos Escritores Moçambicanos, nasceu com a ajuda da embaixada de Portugal, que financiou os vinte mil meticais pedidos pelo poeta Eduardo White. Deu nome ao movimento literário que reuniu autores ativos ao longo da década de 1980, que romperam com a literatura pós-independência, considerada "panfletária", para propor a experimentação formal e a reapropriação da língua portuguesa. Ao longo das suas oito edições, entre junho de 1984 e dezembro de 1986, lançou poetas e escritores como Ungulani Ba Ka Khosa, Armando Artur, Juvenal Bucuane, Pedro Chissano, Filimone Meigos e Carlos Paradona.
Em 2016, os oito números da Charrua foram reunidos e republicados num volume editado pela Alcance Editores, de Maputo.